# Satoši Mijauči
Satoši Mijauči (japonsko 宮内 聡), japonski nogometaš, * 26. november 1959.
Za japonsko reprezentanco je odigral 20 uradnih tekem.